# Edvardas Karečka
Edvardas Karečka (*  26. April 1942 in Brėvikiai, Rajongemeinde Telšiai) ist ein litauischer Politiker.

## Leben
1961 absolvierte er die Mittelschule Alsėdžiai in der Rajongemeinde Plungė, 1963 als Techniker der Veterinärmedizin das Technikum der Landwirtschaft in Klaipėda und 1972 das Diplomstudium als Zootechniker an der Lietuvos veterinarijos akademija.
Ab 1963 arbeitete er in Skuodas als Zootechniker, 1968 im „Pabaltijo“-Kolchos und bei der Žemės ūkio bendrovė in Gėsalai. 
Von 1995 bis 2003, von 2005 bis 2015 war er Mitglied im Rat der Rajongemeinde Skuodas. Von 2000 bis 2004 war er Mitglied im Seimas. 
Ab 1994 war er Mitglied der Lietuvos valstiečių partija und ab 2006 der Lietuvos valstiečių liaudininkų sąjunga. 
Er ist verheiratet. Mit seiner Frau Janina Elena hat er die Tochter Loreta und die Söhne Nerijus, Edgaras.

## Auszeichnung
- 1999: Gediminas-Orden,  1. Stufe